# 百慕達刺尻魚
百慕達刺尻魚，俗名紫火球、袖珍神仙，為輻鰭魚綱鱸形目鱸亞目蓋刺魚科的其中一個種。

## 分布
本魚分布於西大西洋區，包括美國南部、墨西哥、加勒比海各島嶼、哥倫比亞、委內瑞拉、宏都拉斯、巴拿馬、尼加拉瓜等海域。

## 深度
水深5至80公尺。

## 特徵
本魚體橢圓形，體色為鮮豔的深藍色為底，胸部和頭部變成黃色，胸部和頭部的顏色，可能會因亞種的不同而從黃色到金黃色不定。背鰭和臀鰭顏色與體色相同，並有黑色條紋放射至鐵藍色邊緣。背鰭硬棘14至15枚，軟條15至16枚；臀鰭硬棘3枚，軟條17枚。體長可達8公分。

## 生態
本魚棲息在珊瑚碎石區，肉食性，以浮游生物、無脊椎動物為食，當受到驚嚇時，就躲進洞穴中。

## 經濟利用
為色彩鮮豔的觀賞魚。